# Jan Kok (burgemeester)
Jan Kok (Blokzijl, 21 juni 1925 – Oss, 24 februari 1993)  was een Nederlands burgemeester van de VVD en later D66.
Hij was ontvanger te Borculo voor hij in november 1963 benoemd werd tot burgemeester van Est en Opijnen. In augustus 1971 volgende zijn benoeming tot burgemeester van Reeuwijk. In die periode maakte hij de overstap van de VVD naar D66. Eind 1981 volgde zijn benoeming tot burgemeester van Bodegraven. Kok ging in 1987 vervroegd met pensioen en overleed begin 1993 op 67-jarige leeftijd.